# Microcebus macarthurii
Microcebus macarthurii е вид бозайник от семейство Лемури джуджета (Cheirogaleidae). Видът е застрашен от изчезване.